# 布林莫爾學院
布林莫爾學院（英語：Bryn Mawr College，/ˌbrɪnˈmɑːr/ brin-MAR-'；威爾士語：[ˌbrɨ̞nˈmaur]）或譯布林茅爾學院、博懋學院，是一所位於美國賓夕法尼亞州布林莫爾的私立文理學院、女子學院，距離費城不遠。它是美國的七姐妹學院和三校聯盟成員之一，雖然是女子學院，但是也會招收男性研究生。

## 歷史
1885年布林莫爾學院創立伊始就是女子學院，選擇性錄取女性入學，名稱就是來自當地地名。學院的創立要很大程度上歸功於約翰·W·泰勒和該校第一任校長詹姆斯·埃文斯·羅茲的捐助，它是美國最早開始為女性提供研究生及博士學位的高等教育機構。第一屆學生共42人，全部是女性，36名為本科生，8名為研究生。當時該校隸屬貴格會，但是1893年獨立成為無教派學院。
1912年，布林莫爾學院成為美國第一個提供社會工作博士學位的學院，1931年開始接受男性研究生，而本科則只收女性。1921年至1938年間布林莫爾學院是女性工人運動和工人教育運動組織布林莫爾女工夏季學校（Bryn Mawr Summer School for Women Workers in Industry）的舉辦地，教授女性工人各種政治經濟和文學知識。
2009年響應美國學院和大學校長氣候承諾（American College and University President's Climate Commitment），給所有新建築換上節能設備。2010至2011學年，布林莫爾學院舉辦了盛大的第125週年校慶，同時舉辦的還有國際女性教育會議。該會議的目的是解決美國和世界其他地區中學和大學入學和公平問題。

## 校區

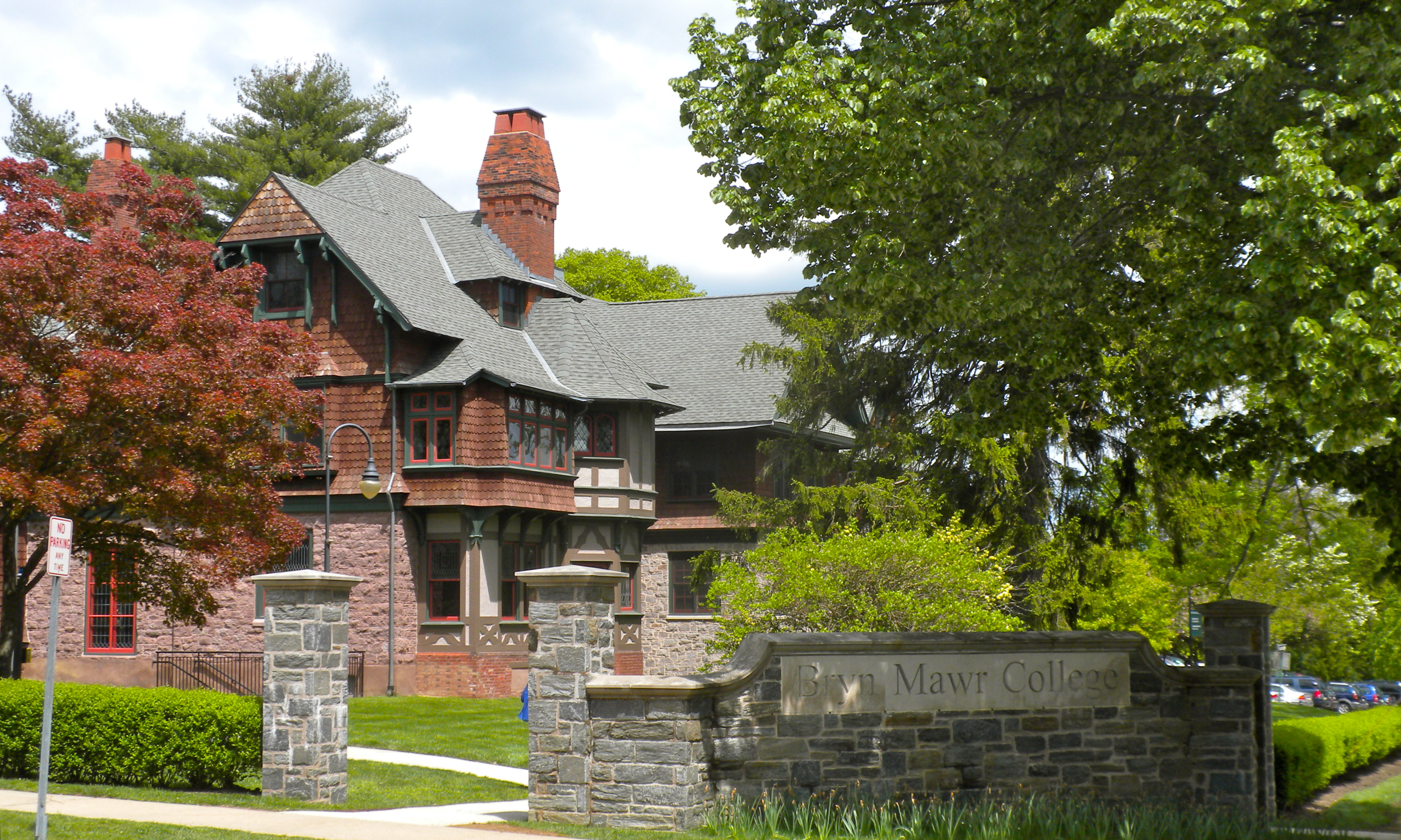
學校校門

布林莫爾學院的校區是由卡爾弗特·沃克斯和弗雷德里克·勞·奧姆斯特德設計的，2011年被美國雜誌Travel+Leisure評為美國最美的學院校區。

### 宿舍

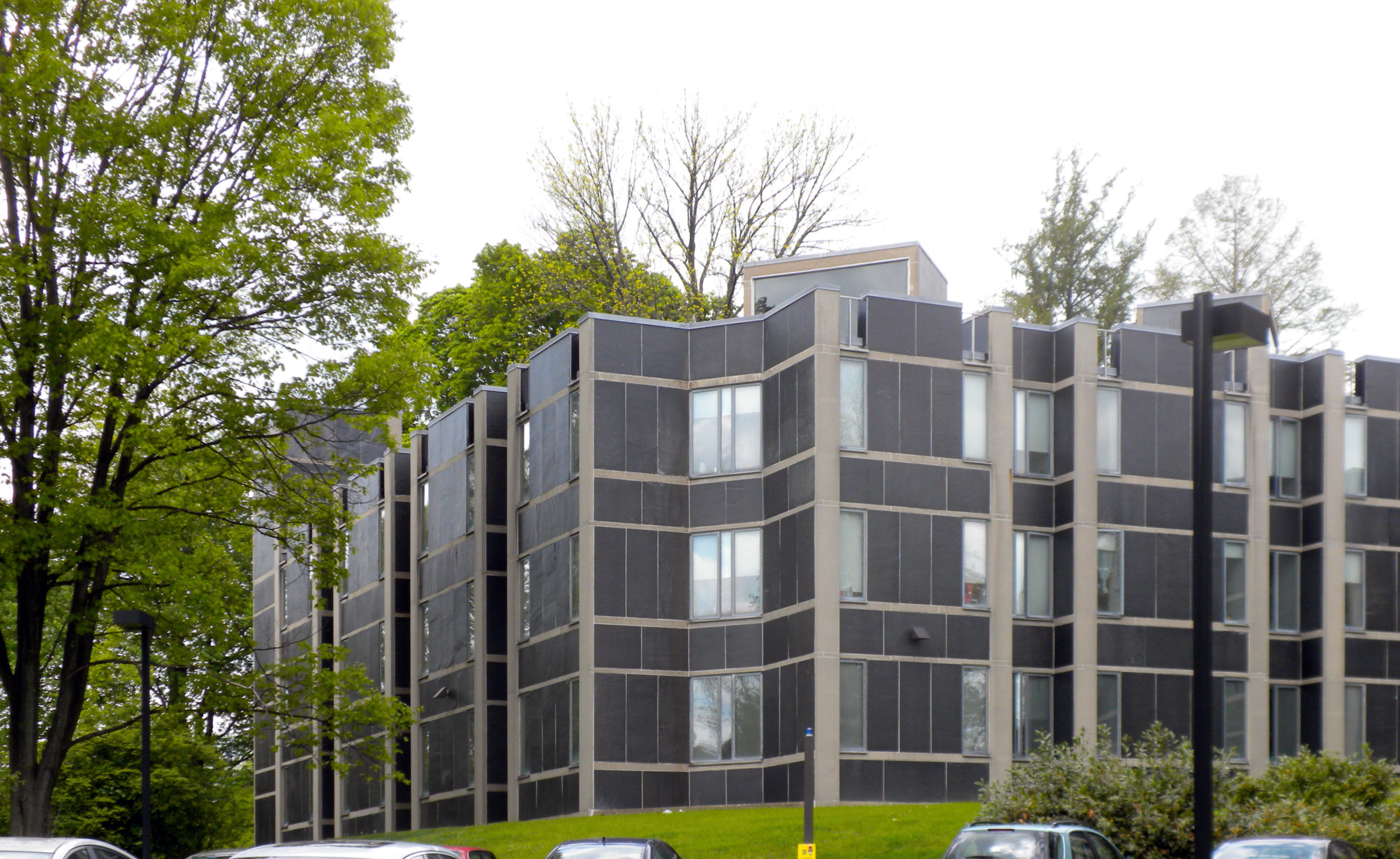
埃德曼堂

該學院的大部分學生住在宿舍裡，很多古老的學生宿舍由原來的科普和史都華德遜（Cope & Stewardson）設計，以其仿照劍橋大學的學院哥特式風格著稱。其名稱都是拿威爾士的郡治，例如布雷肯、登比、梅里恩、拉德諾等命名的。此外也有拿第一任校長羅茲的名字來命名的宿舍。最新的宿舍是路易·卡恩設計、在1965年啟用的現代主義風格埃德曼堂（Erdman Hall）及1971年啟用的哈夫納語言文化宅（Haffner Language and Culture House）。

### 圖書館

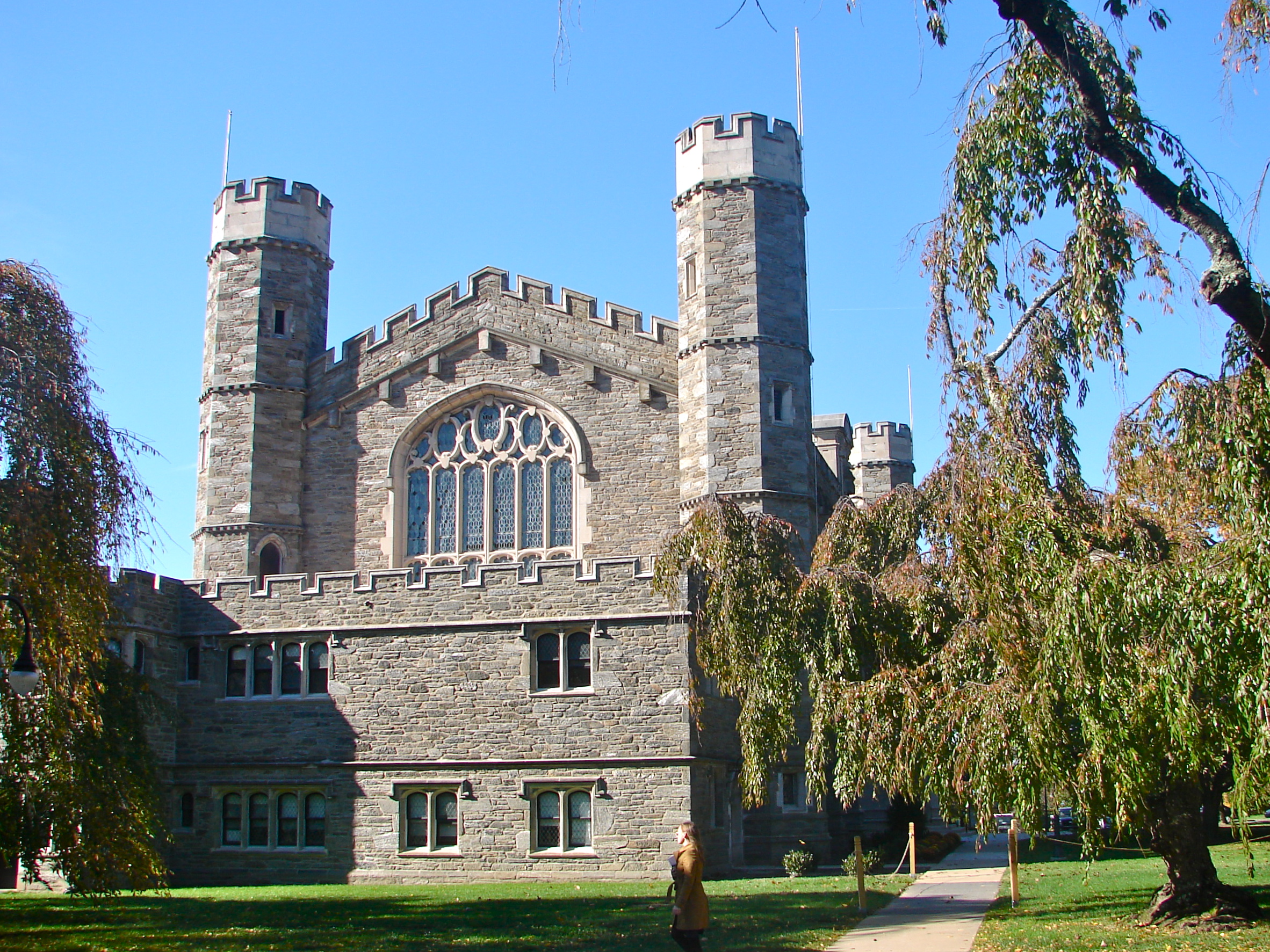
M·凱利·托馬斯圖書館

布林莫爾學院的圖書館包括1970年啟用的瑪利亞姆·科菲·卡納迪圖書館（Mariam Coffin Canaday Library）、1993年啟用的路易和雷金納德·科利爾圖書館（Lois and Reginald Collier Science Library）及1997年啟用的里斯·卡彭特圖書館（Rhys Carpenter Library）。
M·凱利·托馬斯圖書館（M. Carey Thomas Library）以該校第二任校長的名字命名，直到1970年為止都是該校的主圖書館，現在也仍然可以使用。該圖書館的中庭叫做“The Cloisters”，是舉行該校傳統燈火晚會的地方。凱利·托馬斯和埃米·諾特的墓地也在此處。這座建築在1991年選為美國國家歷史名勝。

### 劇院
學院裡的馬喬里·沃爾特·古德哈特劇院（Marjorie Walter Goodhart Theater）由美國建築師亞瑟·英格索爾·梅格斯設計，用作藝術表演和排練之用。劇院的哥特復興式高塔則是由薩繆爾·耶林設計的。2009年秋學院投資1900萬美金對這座劇院進行了翻修。

## 學術
布林莫爾學院是一座小型的四年制學院，雖然也提供研究生課程，但絕大多數學生都是本科生。2019年排在《美國新聞和世界報道》“全國最佳文理學院”中的第27位。
學院科目劃分為人文、社會科學和自然科學三類，學生必須要完成一年的外語課程、習得一門定量技巧，并完成新生寫作課艾米麗·鮑爾奇研討會（Emily Balch Seminars）。
2009年布林莫爾學院共收到2,276份申請，批准了其中的1107（48.6%）份，最終有362（32.7%）人入學。新生SAT成績閱讀為600–700、數學為580–680 、寫作為620–700。四年之後的畢業率為81.4%。

## 傳統

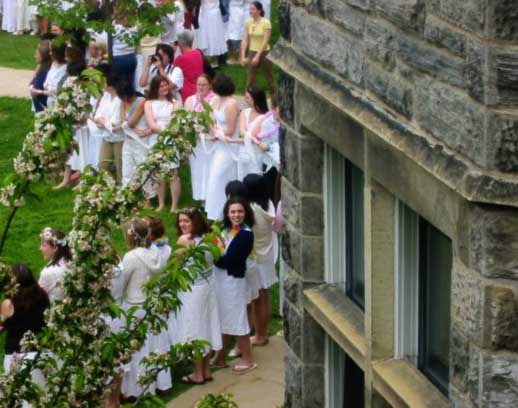
布林茅爾學院的五朔節

布林茅爾學院有四項主要傳統獲得，即每學年開始舉辦的遊行晚會（Parade Night）、十月末十一月初舉辦的燈火晚會、二月中旬舉辦的地獄周（Hell Week）以及春季學期結束後的第一個星期日的五朔節。學生們會選出兩名女性來負責運行這些活動。

## 校友和教員

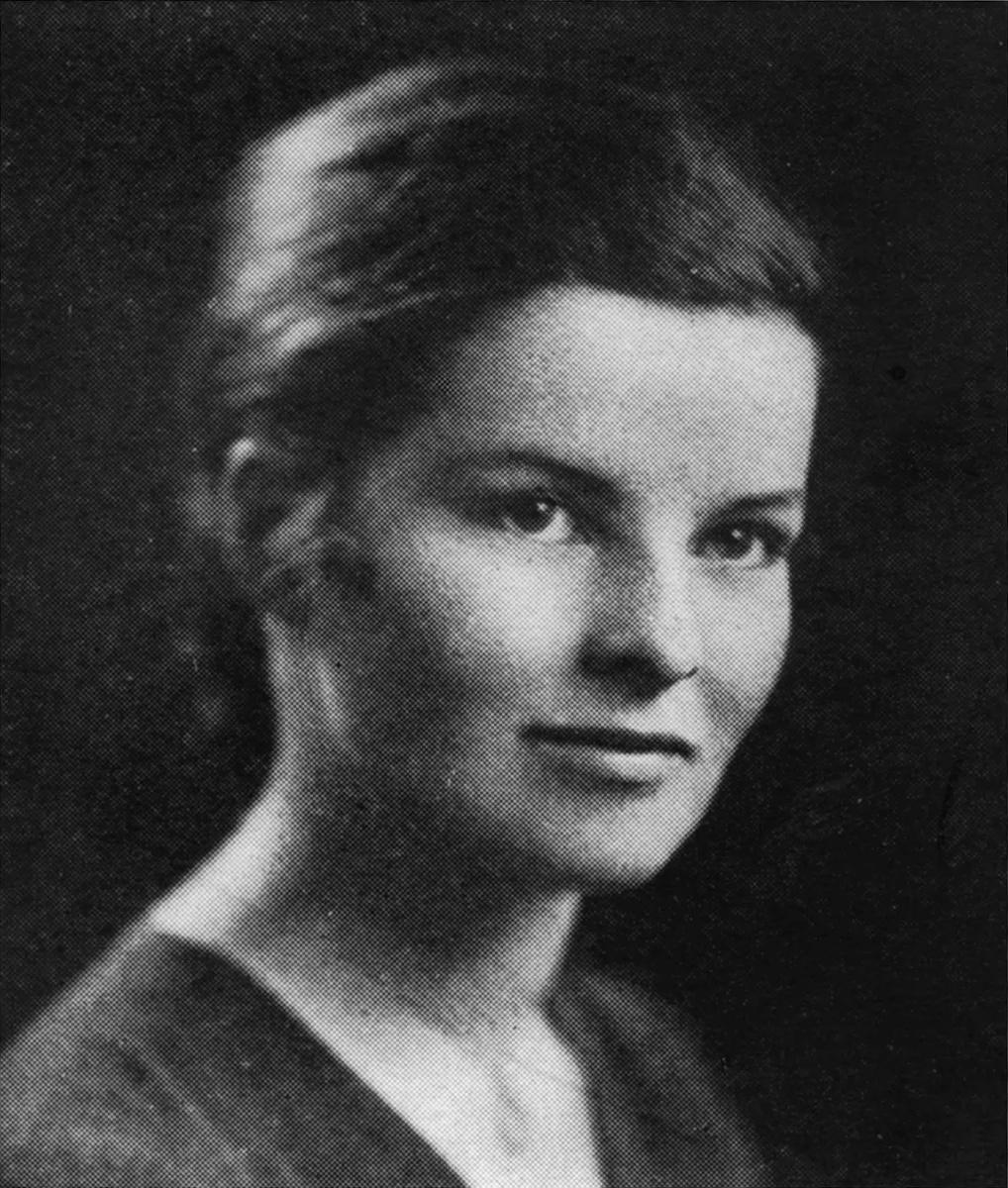
凱瑟琳·赫本

布林茅爾學院出過許多名人，他們包括學者伊迪斯·漢密爾頓（1894）、數學家艾達·麥迪遜（博士，1896）、诺贝尔和平奖得主愛米莉·巴爾奇（1889）、遺傳學家內蒂·賽文斯（博士，1903）、詩人瑪麗安·摩爾（1909）、明仁天皇的老師及作家伊莉莎白·格雷·維寧（1923）、四屆奧斯卡影后凱瑟琳·赫本（1928）、作家及女權主義者格蕾絲·李·博格斯（博士，1940）、藝術家安妮·特魯伊特（1943）、地质学家中国科学院院士池际尚（博士，1949）、芝加哥大學第一任女校長漢娜·霍本·格雷（1950）、經濟學家愛麗絲·里夫林（1952）、哈佛大學第一任女校長德魯·吉爾平·福斯特（1968）、現代主義詩人H.D.（未畢業）、作家埃倫·庫什納（未畢業）、小說家安德里亚·波特斯（1993）等。
該校著名教員包括前美國總統伍德羅·威爾遜、化學家亞瑟·科普和路易·費賽爾、亞瑟·林多·帕特森、動物學家埃德蒙·比徹·威爾遜、生物學家托馬斯·亨特·摩根、數學家埃米·諾特、古典學者里奇蒙德·拉蒂摩爾、哲學家何塞·法萊塔·莫拉等。

## 外部連結
- 官方网站
- Official athletics website Archive-It的存檔，存档日期2012-10-13
- The Bi-College News, Bryn Mawr and Haverford Colleges' Student Newspaper
- The Tri-College Art and Artifacts Database （页面存档备份，存于）
- The Jack Kent Cooke Foundation website （页面存档备份，存于）